# Stadionul Ion Oblemenco
Stadionul Ion Oblemenco este un stadion multifuncțional din Craiova, România. Stadionul a fost inaugurat în 2017 și are o capacitate de 30.983 de locuri, fiind al patrulea cel mai mare stadion de fotbal din România. Acesta se află în imediata vecinătate a noii Săli Polivalente. Complexul poartă numele lui Ion Oblemenco (1945-1996), jucător și antrenor legendar al Universității Craiova.
Construcția arenei a început în 2015 și a fost finalizată în luna noiembrie a anului 2017. Acesta este folosit în principal pentru meciuri de fotbal, aici evoluând în meciurile de pe teren propriu Universitatea Craiova.

## Istorie
Construcția stadionului, ce a costat 52 de milioane de euro, a început la data de 7 septembrie 2015 după demolarea vechiului Stadionul „Ion Oblemenco”. Inaugurarea arenei a avut loc pe 10 noiembrie 2017 într-un meci amical cu Slavia Praga, pierdut cu scorul de 0 la 4 în fața a 30.000 de suporteri. 
Primul meci oficial a fost în Liga I pe 18 noiembrie 2017, între Universitatea Craiova și CS Juventus București, la care au asistat 17.853 de fani.

## Galerie

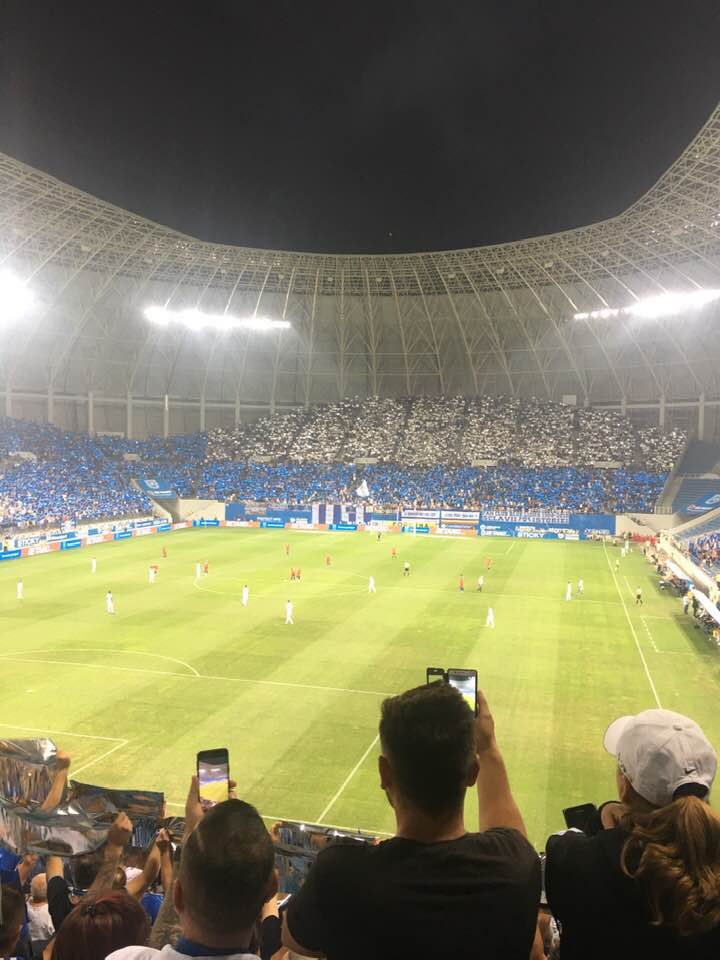
Vedere interioară
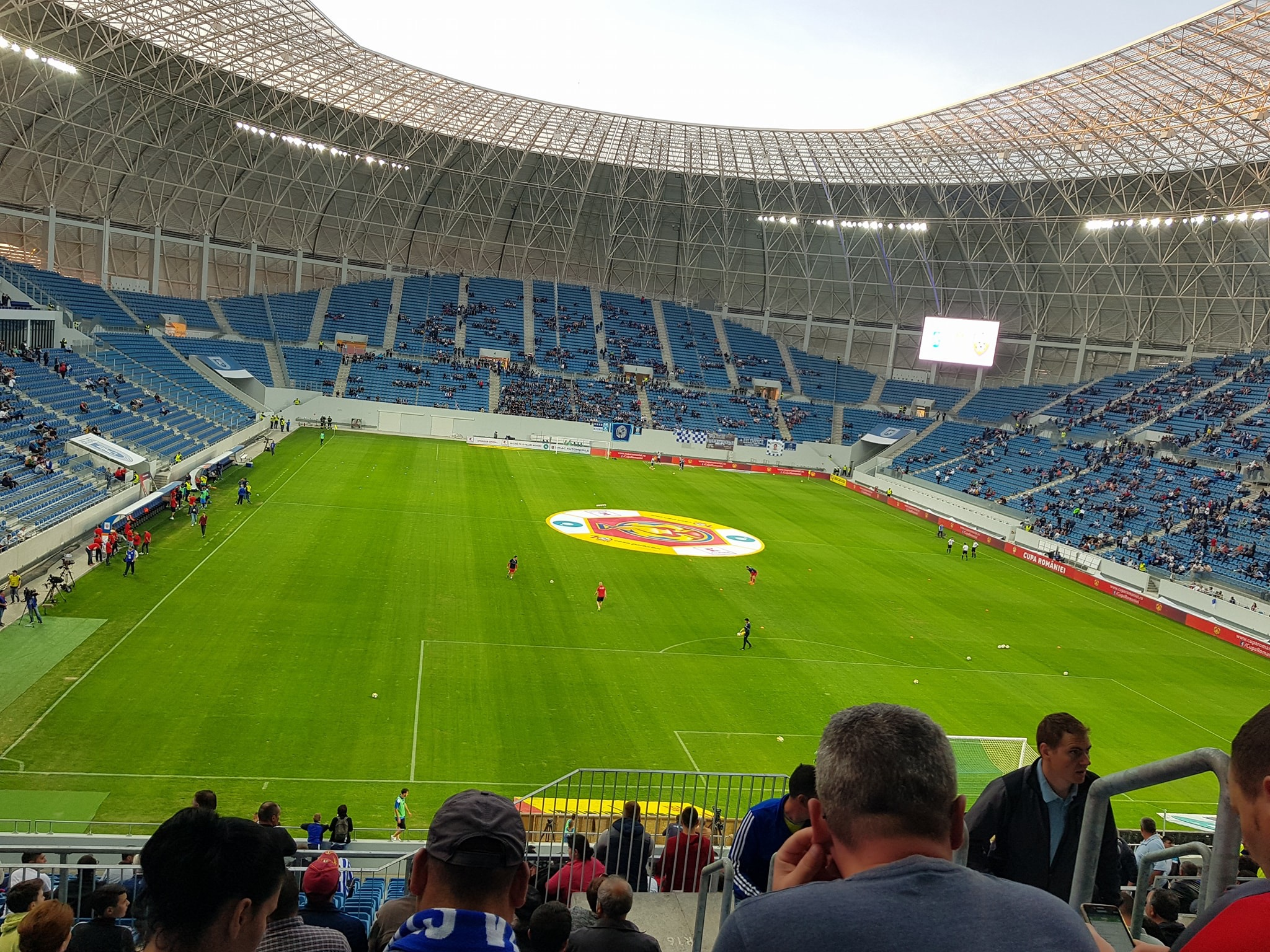
Vedere interioară
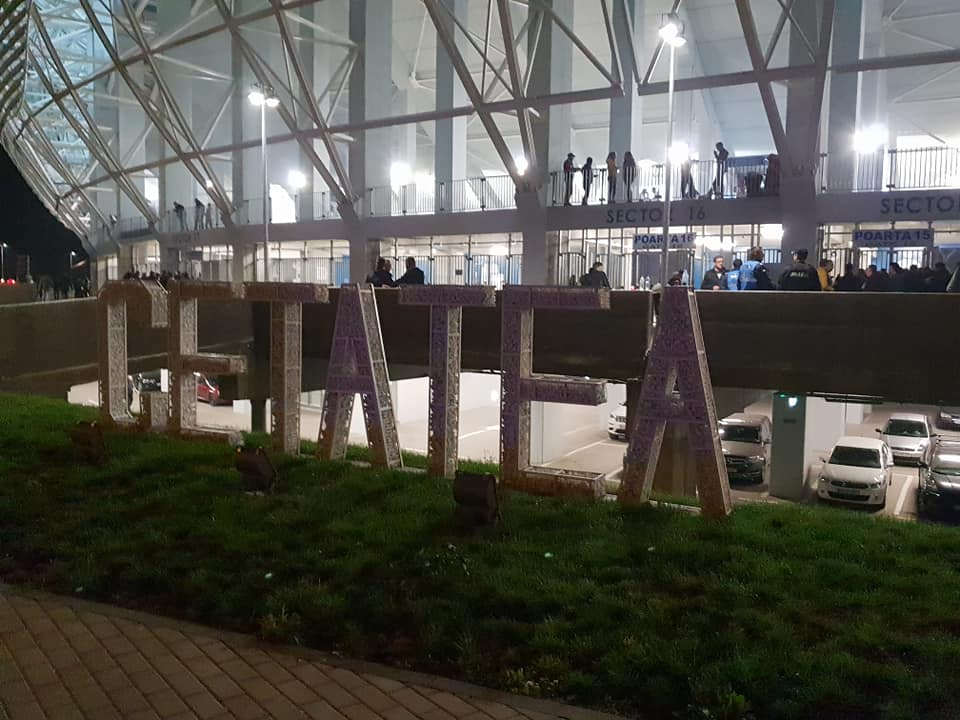
Parcarea Stadionului Ion Oblemenco
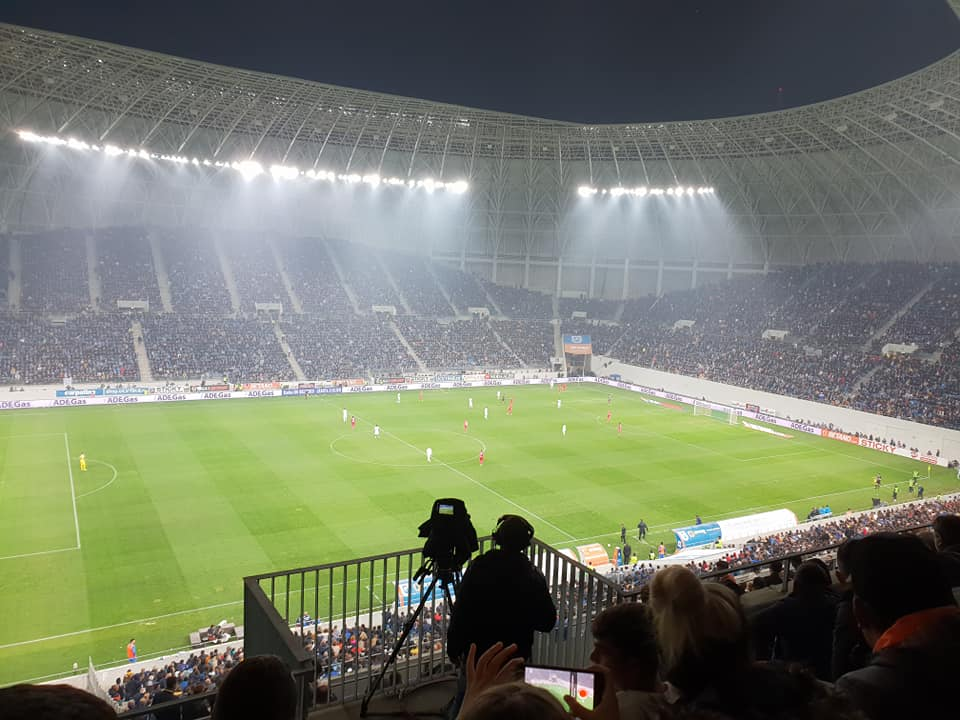
Vedere interioară

## Vezi și
- Listă de stadioane de fotbal din România